# Adler 1,25t
L'Adler 1,25t est un camion léger du constructeur allemand Adler sorti en 1908.

## Production
L’entreprise basée à Francfort-sur-le-Main a commencé à produire des automobiles en 1900. Le nom de la marque était Adler.
L’Adler Adler 1,25t  a été présenté pour la première fois en 1908. Le camion est équipé du moteur quatre cylindres à longue course 8/15. Le moteur, connu des voitures particulières depuis 1907, avait une cylindrée de 2011 cm³. L’alésage était de 80 mm et la course de 100 mm. La puissance maximale du moteur de 15 HP a été atteinte à 1300 tr/min. Le moteur, qui était équipé de trois paliers lisses, avait un système d’allumage combiné composé d’un allumage par batterie et d’un allumage magnétique. L’alimentation en carburant du carburateur flottant à segments auto-développé était assurée par la chute d’essence.
La transmission avait trois vitesses avec les vitesses de pointe suivantes : 1ère vitesse 8 km/h, 2ème vitesse 17 km/h et troisième vitesse 35 km/h.

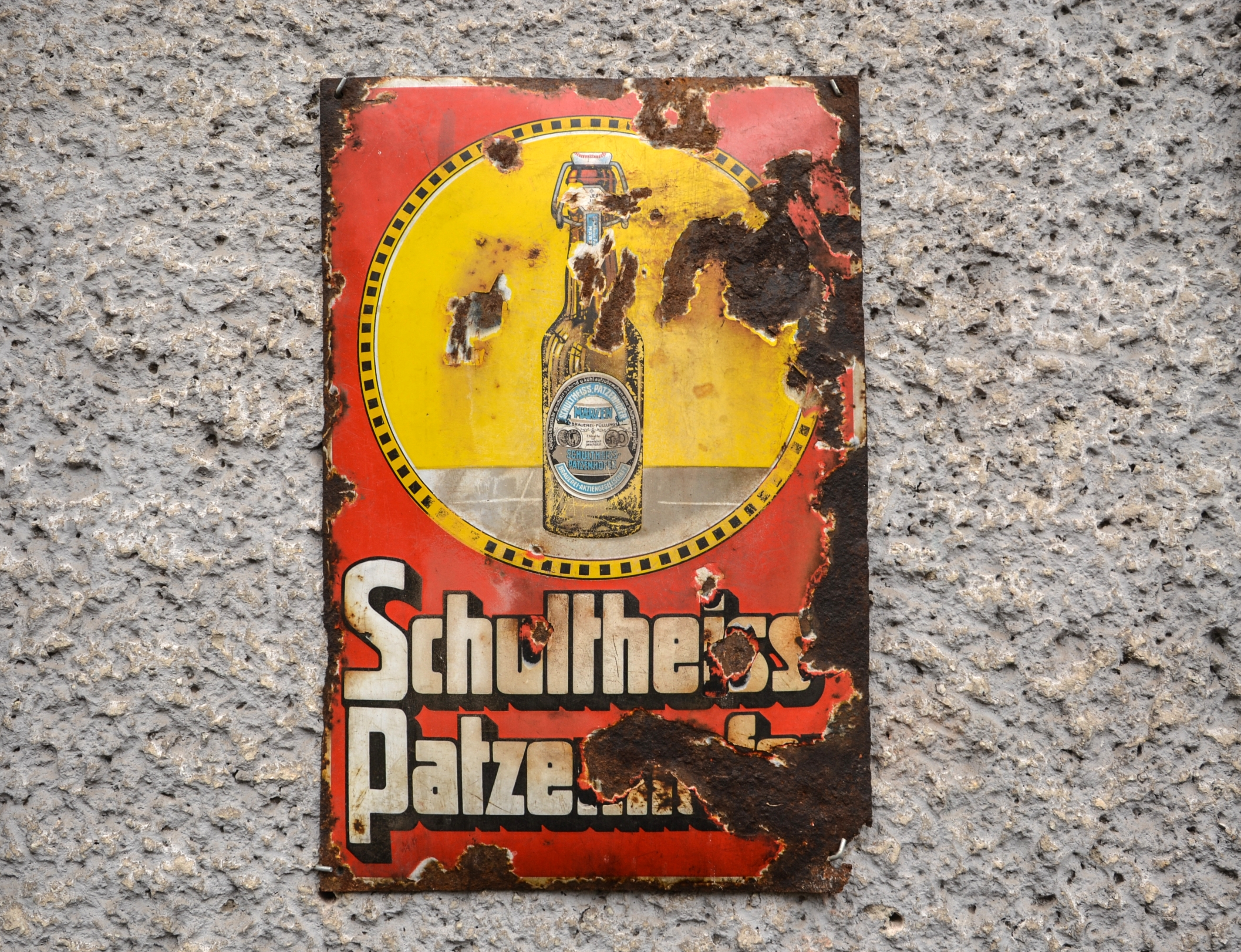
Le camion de Patzenhofer (ci-contre uniquement en noir et blanc) a été peint en jaune et bleu clair avec des lettres dorées, comme il est d’usage dans la publicité de l’entreprise.

Le camion de Patzenhofer (ici en noir et blanc) a été peint en jaune et bleu clair avec des lettres dorées, comme il est d’usage dans la publicité de l’entreprise. Le camion pouvait être rempli de 32 caisses de boissons de 30 bouteilles d’une contenance de 0,5 l, soit un total de 960 bouteilles.